# Callistethus curtisi
Callistethus curtisi är en skalbaggsart som beskrevs av Waterhouse 1881. Callistethus curtisi ingår i släktet Callistethus och familjen Rutelidae. Inga underarter finns listade.